# Telipogon hutchisonii
Telipogon hutchisonii är en orkidéart som beskrevs av Dodson och David Edward Bennett. Telipogon hutchisonii ingår i släktet Telipogon och familjen orkidéer. Inga underarter finns listade i Catalogue of Life.